# Bisi Alimi
Pour les articles homonymes, voir Alimi.
Bisi Alimi (né le 17 janvier 1975), est un activiste nigérian gay, un blogueur militant pour les droits des personnes porteuses du VIH. Il est le premier Nigérian à avoir fait son coming out en public à travers une émission télévisée.

## Jeunesse et études
Alimi est né et élevé dans le quartier Mushin de Lagos. Sa mère, Raski Ipadeola Balogun Alimi, était agente policière alors que son père, Idiatu Alake Alimi, était un fonctionnaire universitaire. Il a 4 frères du côté maternel dont il est le 3e, et 9 du côté paternel dont il est le 6e. Il a changé ultérieurement son nom à Adebisi Alimi.
Bisi a fait ses études primaires au lycée Eko Boys et a obtenu son baccalauréat en 1993. Pendant cette période, il a dirigé des clubs de danse et a gagné plusieurs prix artistiques. Il été aussi membre du club de débat de l'école. Juste après son baccalauréat, il est admis à l'école polytechnique publique de Ogun, une filiale de l'université de Lagos, ou il s'est spécialisé en Arts créatifs et théâtre. C'est pendant ses études universitaires qu'il attire les attentions des médias. Tout d'abord, c'est le magazine de l'université, Campus LifeStyle, qui le qualifie de gay, ce qui lui cause beaucoup de discrimination de la part de ses collègues et même du conseil disciplinaire de la faculté.
En 2011, il est admis au Birkbeck College de l'université de Londres, ou il fait un master en gouvernance globale et politique publique.

## Le coming out
En 2004, Alimi devient un personnage public quand il apparaît dans la télévision nationale nigériane en tant qu'invité de Funmi Iyanda dans l'émission New Dawn with Funmi, ou il fait son coming out et partage avec les spectateurs son diagnostic de porteur de VIH. Il a aussi demandé durant l'interview l'acceptance sociale du public nigérian. Cet acte a engendré le rejet de sa famille et la plupart de ses amis, même ceux faisant partie de la communauté LGBT nigériane. De plus, son coming-out a mis fin au live dans l'émission New Dawn with Funmi, qui depuis, devenu enregistrée et éditée avant diffusion,.

## Activisme
En 2004, Alimi participe à la 4e conférence nationale sur le VIH qui s'est tenue à Abuja ou il partage son inquiétude par rapport au virus chez les hommes nigériens homosexuels. Après, il devient activiste et dirige plusieurs manifestations et dialogues sociaux pour demander l'acceptation des homosexuels au Nigéria. En juillet 2005, il crée avec un groupe d'amis le Projet Independant Pour les Droits Egaux au Nigéria. Il occupe le poste de directeur exécutif de l'organisation jusqu'à avril 2007, période durant laquelle il implémente des projets pilotes d'initiatives dirigées par des jeunes groupes.